# Rok Nahtigal
Rok Nahtigal, slovenski hokejist, * 13. avgust 1981, Slovenija.
Nahtigal je igral za kluba MARC Interieri v sezoni 2001/02 in HK Tivoli v sezoni 2002/03 v slovenski ligi, skupaj je nastopil na osemintridesetih tekmah in dosegel dve podaji.
Tudi njegov brat Štefan je bil hokejist.

## Pregled kariere
Odebeljeno - reprezentančni nastopi, glej tudi Statistika pri hokeju na ledu.
| Moštvo         | Liga           | Sezona |    | Redni del | Redni del | Redni del | Redni del | Redni del | Redni del |   | Končnica | Končnica | Končnica | Končnica | Končnica | Končnica |
| -------------- | -------------- | ------ | -- | --------- | --------- | --------- | --------- | --------- | --------- | - | -------- | -------- | -------- | -------- | -------- | -------- |
| Moštvo         | Liga           | Sezona | OT | G         | P         | T         | +/-       | KM        | OT        | G | P        | T        | +/-      | KM       |          |          |
| MARC Interieri | Slovenska liga | 01/02  |    | 13        | 0         | 1         | 1         |           | 10        |   |          |          |          |          |          |          |
| HK Tivoli      | Slovenska liga | 02/03  |    | 25        | 0         | 1         | 1         |           | 26        |   |          |          |          |          |          |          |
| Skupaj         |                |        |    | 38        | 0         | 2         | 2         |           | 36        |   |          |          |          |          |          |          |